# Yoichi Kajiyama
Yoichi Kajiyama (født 8. september 1971) er en tidligere brasiliansk fodboldspiller.
Han har spillet for flere forskellige klubber i sin karriere, herunder Vissel Kobe.